# Upgrade – Javított verzió
Az Upgrade – Javított verzió (eredeti cím: Upgrade) 2018-as amerikai-ausztrál cyberpunk akció-thriller, melyet Leigh Whannell írt és rendezett. A főszereplők Logan Marshall-Green, Betty Gabriel és Harrison Gilbertson.
A film forgatása 2017. márciusában kezdődött. Az Amerikai Egyesült Államokban 2018. június 1-én mutatták be, Magyarországon DVD-n jelent meg 2019 januárjában.

## Cselekmény
|  | Alább a cselekmény részletei következnek! |

Egy otthonülő autószerelő, Grey Trace feleségével, Ashával él, aki a Cobolt cégnek dolgozik; ez egy olyan vállalat, ami ember-számítógép kapcsolatokat fejleszt. Gray megkéri Ashát, hogy jöjjön vele egy felújított autóért, hogy aztán egy Eron Keen (híres technológiai innovátor a Vessel nevű vállalatnál) nevű ügyfélnek elvigye. Az otthona meglátogatásakor Eron feltárja legújabb alkotását, a kiegészítő agyként szolgáló STEM nevű mesterséges intelligencia csipet.
Hazafelé menet Grey és Asha önvezető autója meghibásodik, irányíthatatlanná válik és egy hajléktalan telepen felborul. Ezután négy férfi érkezik, az egyik mellkason lövi Ashát, Grey-t pedig más valaki nyakon, a gerincidegeit megsértve. Grey tehetetlenül nézi, ahogy Asha elvérzik.
Grey három hónappal később, kerekesszékhez kötve tér vissza otthonába, ahol automaták gondoskodnak róla (csak a fejét tudja mozgatni), de az anyja is besegít az ápolásába. Asha halálát Cortez nyomozó vizsgálja, hogy mihamarabb azonosítsa a támadókat, közben Grey egyre jobban depresszióba süllyed. Öngyilkossági kísérletek után Eron meglátogatja őt, hogy sebészeti implantátumot helyezzen Grey gerincébe, és ezzel helyreállítsa testének funkcióit a STEM-mel. Bár Grey kezdetben ellenáll, Eronnak sikerül meggyőznie a műtéttel kapcsolatosan.
Grey a vártnál gyorsabban nyeri vissza végtagjainak mozgását, ám meg kellett ígérnie Eronnak, hogy a műtéti beavatkozást és a járóképességét titokban tartja, beleértve a rendőrséget is, és nyilvánosan úgy kell viselkednie, mintha még mindig béna lenne. Miközben a felesége gyilkosai után keres nyomokat, a férfi meghallja a STEM-et beszélni a fejében. A csip elmondja, hogy segíthet neki a bosszúban, és rögtön beazonosítja az egyik támadót egy drón videó felvételén.
Grey betör a férfi otthonába és rájön, hogy őt is egy titkos kísérlet eredményeként „felújították”, és köze van egy Old Bone nevű helyi bárhoz. A férfi hazatér és észreveszi Grey-t, ekkor közelharcba keverednek egymással. Ahogy Grey alul kezd maradni, STEM meggyőzi, hogy ideiglenesen adja át neki az irányítást a teste felett. STEM irányítása alatt Grey halálos harci géppé válik, és kis erőfeszítéssel megöli Serk-et. Ezt követően a drónfelvételt látva Cortez nyomozó próbál nyomokat felfedezi a gyilkosság pillanatáról, ahol Grey is látható a kerekesszékben. De az „állapota” miatt nem vádolja őt a gyilkossággal.
Eron STEM mozgásának nyomon követésével megtudja mi történt, ekkor leszidja Grey-t az önbíráskodása miatt. Grey feltárja, hogy STEM beszél hozzá, ami Eronnak új dolog. Mindazonáltal Grey az Old Bone-hoz megy, ahol megtalálja a következő támadót. Grey egy késsel lehetővé teszi STEM számára, hogy végezzen vele, mielőtt még kimondaná a támadók vezetőjének nevét: Fisk. Grey elhagyja bárt, és ekkor összeesik. STEM tájékoztatja Grey-t, hogy Eron távolról próbálja leállítani őket, ekkor a csip egy közelben lakó hacker felé irányítja, aki meg tudná szakítani Eronnal a kapcsolatot.
Fárasztó kúszás után Grey megtalálja a hackert, aki képes eltávolítani STEM bemeneti őreit. Ezt követően Jamie otthagyja őket, miután rájött, hogy a támadók követték. Fisk megöli a Vessel alkalmazottjait, míg Grey és STEM újraindulnak, majd megölik Fisk embereit. Grey hazatér, és az anyja felfedezi a járóképességét, majd arra kényszeríti, hogy fedje fel a STEM létezését. Cortez nyomozó megérkezik hozzájuk, hogy kihallgassa őket, miután megtalálta Grey kerekesszékét, gyanúsan az Old Bone közelében. Egyikőjük sem vall be semmit, ekkor elmegy és diszkréten egy lehallgatót ültet Grey kabátjába. Grey feladja a kimerítő keresést, de a STEM visszautasítja, elmagyarázza, ha nem foglalkoznak Fisk-kel, ő megtalálja és megöli őket. A csip arra kényszeríti, hogy hagyja el a házat, és vadásszon Fisk-re. Vezetés közben Cortez nyomozó rájön a dolgokra és követni kezdi őket. STEM egy automata autót meghibásít és a nyomozónak vezeti, hogy elmenekülhessenek. Cortez hamarosan visszatér Grey otthonába, ahol Pamela felfedi az igazságot a STEM-ről.
Grey és STEM megtalálják Fisk-et, akit fegyverrel megfenyegetve hallgatják ki Asha meggyilkolásáról. Fisk feltárja, hogy csak Grey megbénítása céljából voltak felbérelve, hogy aztán STEM-et beleültessék. Grey megtámadja Fisk-et, aki szintén „tuningolva” van és felülmúlja Grey mozgásait. Kigúnyolja Fisket, hogy megölte a bátyját, ekkor STEM-mel fölénybe kerülnek és megölik őt. Grey megkeresi Fisk telefonját, és felfedez egy üzenetet Erontól, ami azt sugallja, hogy megszervezte az egészet, mert Grey volt az ideális tesztalany STEM számára.
Grey beront Eron otthonába, és megöli az összes útjába akadó személyt. Szembesülve Eronnal Grey fegyvert szegez rá, míg Cortez próbálja róla lebeszélni. Eron bevallja, hogy a STEM kényszerítette őt arra, hogy tegyen ajánlatot, amióta már régóta uralkodik Eron életének minden aspektusában az emberi cél elérése érdekében. A terv feltárása után a STEM megöli Eront és megpróbálja megölni Cortez nyomozót is. Kétségbeesett erőfeszítésben Grey harcol STEM-mel, a teste irányításáért. A férfi nagy nehezen a karját a nyakához erőlteti és meghúzza a ravaszt.
Grey kórházi szobában ébred fel a teste teljes uralmában. Asha üdvözöli, és elmagyarázza, hogy néhány napig eszméletlen volt, miután felborultak az autójukkal. A férfi megkönnyebbül, hogy ez az egész csak egy rémálom volt. Valójában Grey nem vette át az irányítást, és még mindig Eron otthonában van Cortez nyomozóval. A STEM, aki beszél Grey testéhez, kimondja a pszichikai leterheltsége (az álmatlanság és az állandó aktív napjaival együtt) túlterhelte az agyát, ami végül megtörte; STEM célja végig ez volt, mivel lehetővé tette a számára, hogy átvegye Grey testének teljes irányítását. Grey tudatossága a saját elméjében idilli álomállapotba kerül, míg a STEM lelövi Cortez nyomozót és az új testével elhagyja a társadalmat.
|  | Itt a vége a cselekmény részletezésének! |

## Szereplők
| Szereplő       | Színész              | Magyar hang        |
| -------------- | -------------------- | ------------------ |
| Grey Trace     | Logan Marshall-Green | Zámbori Soma       |
| Cortez nyomozó | Betty Gabriel        | Bognár Gyöngyvér   |
| Eron Keen      | Harrison Gilbertson  | ?                  |
| Asha Trace     | Melanie Vallejo      | Mezei Kitty        |
| Fisk Brantner  | Benedict Hardie      | Karácsonyi Zoltán  |
| Pamela Trace   | Linda Cropper        | Menszátor Magdolna |
| STEM (hangja)  | Simon Maiden         | Rajkai Zoltán      |
| Tolan          | Christopher Kirby    | Gémes Antos        |
| Serk           | Richard Cawthorne    | Dolmány Attila     |
| Manny          | Clayton Jacobson     | Schneider Zoltán   |

## Folytatás
2018. augusztus 16-án Jason Blum producer Twitteren kommentált, hogy vannak tervek egy lehetséges folytatásra.